# Ella Sprange
Ella Teorencia Oline Sprange, född Hansen 17 oktober 1885 i Köpenhamn, död där 8 december 1913 genom sminkförgiftning, var en dansk skådespelare.
Sprange var gift med apotekaren H.M.V. Sprange. I början av 1910-talet medverkade hon i några staffageroller vid olika köpenhamska teatrar innan hon blev antagen till Det Kongelige Teaters elevskole. När hennes karriär just skulle ta sin början avled hon på Kommunehospitalet i Köpenhamn som en följd av att hon blivit sminkförgiftad.
Vid sidan av teatern var hon aktiv filmskådespelare och medverkade i nitton filmer åren 1911–1914 (de två sista postumt).

## Filmografi (urval)
- 1912 – En moders kaerlighed